# شهرستان کلمبیا (آرکانزاس)
شهرستان کلمبیا، آرکانزاس (به انگلیسی: Columbia County, Arkansas) شهرستانی در ایالات متحده آمریکا است که در آرکانزاس واقع شده‌است.

## خصوصیات
شهرستان کلمبیا ۱٬۹۸۶٫۵۳ کیلومترمربع مساحت دارد.